# Рішар Сен-Вікторський
Рішар Сен-Вікторський (англ. Richard of Saint Victor, бл. 1110—1173) — французький філософ та теолог, учень Гуго Сен-Вікторського, пріор монастиря Святого Віктора в Парижі.

## Життя
Про походження і вихованя Рішара Сен-Вікторського відомо мало. Найімовірніше, він походив із Шотландії, але точний час і місце його народження невідомі. В Париж він приїхав в ранній молодості, пішов в монастир при отці Гілдуіні, де його вчителем був Гуго Сен-Вікторський. Більшість свого життя філософ провів у стінах монастиря. В 1159 році він стає помічником настоятеля монастиря, а згодом, в 1162 році, сам стає настоятелем, перебуваючи на цій посаді аж до самої смерті в 1173 році. Сам Рішар не брав безпосередньої участі в схоластичних суперечках свого часу, але був в курсі сучасного філософського та теологічного дискурсу.
10 березня відзначають День пам'яті Рішара в монастирі Св. Віктора.

## Твори
Трактати Рішара можна розподілити за трьома корпусами: догматичні, містичні та екзегетичні.
До класу догматичних творів належить один його найважливіших трактатів, що складається із шести книг — «Про трійцю» (фр. «De Trinitate»), написаний, як вважається, між 1162—1173 роками, оскільки в ньому можна знайти шматки богословського тексту із більш ранніх робіт філософа. В цьому творі Рішар намагається показати, що догматичні істини християнського богослів'я не суперечать розуму.
Містичний цикл робіт об'єднаний назвою «Дванадцять патріархів» та складається з таких творів, як «Бенджамін молодший» (англ. «Benjamin minor»), в якому розповідається про споглядання як таке та здатності душі до нього; «Бенджамін старший» (англ. «Benjamin major») в якому йдеться про ставлення до молитви; «Приготування душі до споглядання» (фр. «Liber de praeparatione anima ad contemplationem») — текст, назва якого безпосередньо відображає головну ідею, що її намагався розкрити автор; «Чотири ступені палаючої любові» (фр. «De quatuorgradibus violentiae charitatis»), де описується шлях любові, за допомогою якого людина може єднатися з Богом. Також йому приписуються чотири тексти під назвою «Виняткові трактати» (фр. «Tractatus exceptionum»).

## Філософські ідеї

Opera, 1650

### Про Бога
Рішар вважає, що Бог єдиний, вічний та всемогутній, володіє всіма можливими якостями. Попри те, що в нього єдина сутність, він існує в трьох втіленнях. Відправною точкою в дослідженні питання існування Бога за Рішаром мають стати роздуми про предмети, існування яких ми пізнаємо через досвід, в якому ми не можемо сумніватися. Все це – нетривалі предмети, що виникають для того, щоб згодом припинити своє існування. Із досвіду нам відомо, що ці речі існують. І це єдиний спосіб, в який ми можемо дізнатися про це дізнатися, тому в нас не може бути серйозних сумнівів із приводу існування схожих речей. Рішар наголошує, що все, що існує, існує або завдяки собі, або за допомогою чогось іншого, воно може бути вічним, або мати початок в часі. Проте неможливо поєднати в понятті речі буття саме по собі та буття, що має початок в часі. Якщо щось існує із необхідності, воно має існувати завжди і не може мати початку в часі. Із цього Рішар виводить три можливих способи існування:
1. існування саме по собі, на основі власної сутності, є вічним та необхідним
2. існування ні саме по собі, ні вічне
3. існування вічне, але не на основі власної сутності чи з необхідності

Нетривалі речі, що з'являються і зникають, та про існування яких ми дізнаємося із досвіду, належать до другого типу, адже вони не існують вічно та не здатні забезпечити власне існування. Але щоб зрозуміти причину їх існування, ми повинні визнати існування того, хто існує вічно та сам по собі. Якби його не було, нічого б зараз не могло існувати, але ми визнаємо те, що речі існують. Таким чином, Рішар виводить необхідне та незалежне існування Бога, який постає як основа та першопричина всього.

### Про Трійцю
Тлумачення поняття Трійці Рішар починає із наголошення на тому, що Бог являє собою все, чим Він є. Він постає саме в трьох іпостасях, а не в меншій чи більшій їх кількості, не випадково. Бог із необхідності виступає в цих трьох обличчях, але при цьому має залишатися єдиним за своєю сутністю.

### Про любов

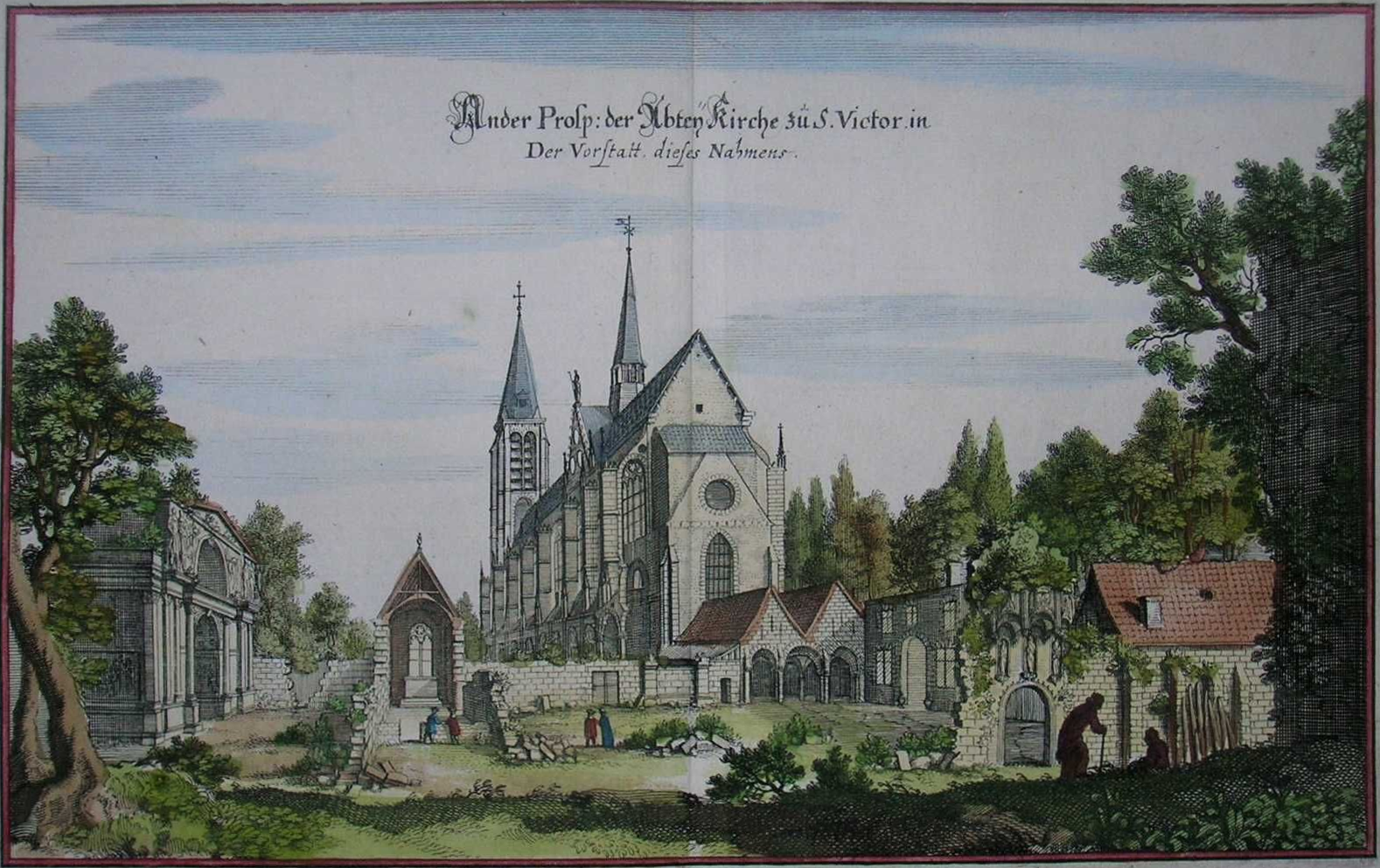
Монастир Святого Віктора, 1655

Рішар виділяє два типи любові: любов тілесну, що спрямована на тваринне, та любов божественну, яка веде до єднання душі із Богом. Перший тип любові виявляє залежність людини від матеріального світу, така любов ранить людину та робить її хворою. Другий тип любові звільняє душу від усіх залежностей і допомагає їй розчинитися в божественному світлі.
Стан любові – це ступені, що виходять із стану душі людини, яка прагне стати на рівних із Богом. На шляху душі до Бога існує чотири таких ступені:
1. Душа прагне Бога. На цьому ступені душа переживає божественну любов, відривається від усього тваринного та відчуває через це особливу втіху та насолоду. Душа обернена на власну божественну сутність, бажає пізнати ідеал та любов як засіб звільнення. Любов нестерпна
2. Душа прагне йти до Бога. Тут вона починає бачити Світло Боже, але не безпосередньо, а ніби у віддзеркаленні. Звільнена від матеріального, душа хоч і здатна побачити Бога таким чином, але все ще не може із ним злитися. Душа піднесена над тваринним світом, бажає відповідати божим заповідям. Любов невідступна
3. Душа прагне бути в Богові. На третьому ступені душа зливається із Богом, відкриваючи свою божественну сутність та цілковито відкидаючи все тілесне. В злитті із Богом душа прагне відповідати йому, тому й переходить на наступну ступінь. Душа перевтілена та об'єднана із богом, бажає жити за волею божою, вона «помирає в Богові». Любов виняткова, надзвичайна
4. Душа прагне відповідати Богові. Досягнувши цього стану, душа уподібнює свою волю до волі божої, перебуваючи перед Богом в абсолютному смиренні. Тут душа має можливість споглядати Христа, який наданий їй Богом як зразок для наслідування; Душа «відроджується в Христі» через божественну любов. Любов невгамовна

|                         | На першій ступені любов ранить почуття, на другій – зв'язує думки, на третій – перешкоджає будь-якій дії... Четверта ступінь любові саме та, на якій нічого із власної нікчемності не може задовольнити бажання палаючої душі. [1, ст. 357] |
| — Рішар Сен-Вікторський | |

Перші ознаки бажання любові з'являються тоді, коли душа не здатна протистояти цим своїм бажанням, згодом, із її переходом на наступний рівень, душа не може забути про ці бажання, потім більше нічого не може сподобатися їй, а далі — навіть ця любов не може задовольнити її.
На першому ступені Бога можна любити серцем, душею та тілом, але не до кінця. На другій – його люблять всім серцем, на третій – всією душею, а на четвертій його люблять із своєю силою.
Сходження ступенями любові стають можливими не через індивідуальні дії людини, а завдяки благодаті, що сходить від Бога. Людина може лише приготувати себе до прийняття цієї благодаті. Але важливим є той момент, що людина все ж не здатна досягти досконалої та всеохопної любові, адже це може зробити лише сам Бог:
|                         | Повнота ж любові безкорисливої, повнота любові винної, як і повнота [любові] довершеної, жодним чином не може належати особі, яка не Бог. [1, ст. 357] |
| — Рішар Сен-Вікторський | |

Всі чотири ступені любові пов'язані найперше із божественною любов'ю, але Рішар не применшує важливості тілесної любові, що постає першим поштовхом на шляху до єднання із Богом.
Метою душі для Рішара є уподібнення Христу, для чого й існує четверта сходинка любові. В цьому стані людина зможе наблизитися до його страждання та має почати допомагати своїм ближнім досягти спасіння, адже тільки ті, хто здатні віддати життя своє за життя друзів, зможуть досягнути найвищої вершини любові. Христос постає не лише як засіб для індивідуального наслідування, а й приклад наслідування для загальнолюдського спасіння, яке є метою загалом всього християнства, через індивідуальне.
Тому Рішар і докоряє схоластам тим, що вони ставлять Аристотеля вище Христа, тоді ж, коли справжнім способом осягнення Бога може стати лише любов, що йде від Христа, а не лише силогізми. Таким чином, філософ віддає більше перевагу містиці перед схоластичною логікою.

### Про споглядання
Рішар виділяє шість послідовних рівнів споглядання та розділяє їх між трьома властивостями душі: уявою, розумом та духом. Крізь ці ступені людська душа від чуттєвого відчуття приходить до містичного захвату, в якому вона йде на зустріч світлу любові.
Вчення Рішара – це значний крок розвитку філософського богослів'я, адже філософ використовує системний підхід, за допомогою якого розвиває свої тези та докази з приводу існування Бога та переходів ступенями любові.